# Táplánszentkereszt
Táplánszentkereszt là một thị trấn thuộc hạt Vas, Hungary. Thị trấn này có diện tích 20,08 km², dân số năm 2010 là 2633 người, mật độ 131 người/km².